# ロランド・ビアンキ
ロランド・ビアンキ（Rolando Bianchi, 1983年2月15日 - ）は、イタリア・ローヴェレ出身のサッカー選手。現在は無所属。ポジションはフォワード。

## 経歴

### クラブ
アタランタBCにて育ち、2006年のUEFA U-21欧州選手権に出場するなど早くから注目されていたがなかなか結果を残せていなかった。転機は2006-07シーズンのレッジーナ・カルチョにおける活躍である。ワルテル・マッツァーリ監督の指導の下でニコラ・アモルーゾと共に2トップを組み得点を量産、カルチョ・スキャンダルへの関与で勝ち点減点のペナルティを受けていたクラブを残留に導く。そのシーズンは自己最多の18得点をあげた。
2007-08シーズンはスヴェン＝ゴラン・エリクソンより直接電話でオファーを受け、プレミアリーグのマンチェスター・シティFCへ移籍するが結果を残せず、2008年1月にイタリアのSSラツィオへレンタル移籍。ゴラン・パンデフ、トンマーゾ・ロッキとコンビを組み、降格の危機にあったクラブを救った。
2008-09シーズンからはトリノFCに加入。再びアモルーゾとのコンビが実現したものの、機能しなかった。後半戦はビアンキが奮闘したものの、クラブは降格となった。
2013年7月9日、ボローニャFCに移籍決定。2014年8月5日から1シーズンは古巣であるアタランタに期限付き移籍の形で復帰した。
2015年8月8日にボローニャを退団。同月27日、セグンダ・ディビシオンのRCDマヨルカに移籍した。初挑戦となったスペインでのプレーは僅か半年で終了。2016年1月20日、セリエBのACペルージャ・カルチョに移籍、イタリアに復帰することが発表された。
2017年1月にペルージャを去ると、翌月19日にFCプロ・ヴェルチェッリへ加入。シーズン終了後に契約が自動更新されたが、出場機会の恵まれず8月31日に契約を解除した。

### 代表
代表ではU-17、U-20、U-21と各年代の代表チームに選出され、2006 U-21欧州選手権にも出場した。しかし、フル代表歴は無い。

## タイトル
アタランタ
- コッパ・イタリア・プリマヴェーラ（英語版）: 2000-01, 2002-03